# 夏斯利夫采韋
46°1′56″N 34°50′8″E / 46.03222°N 34.83556°E

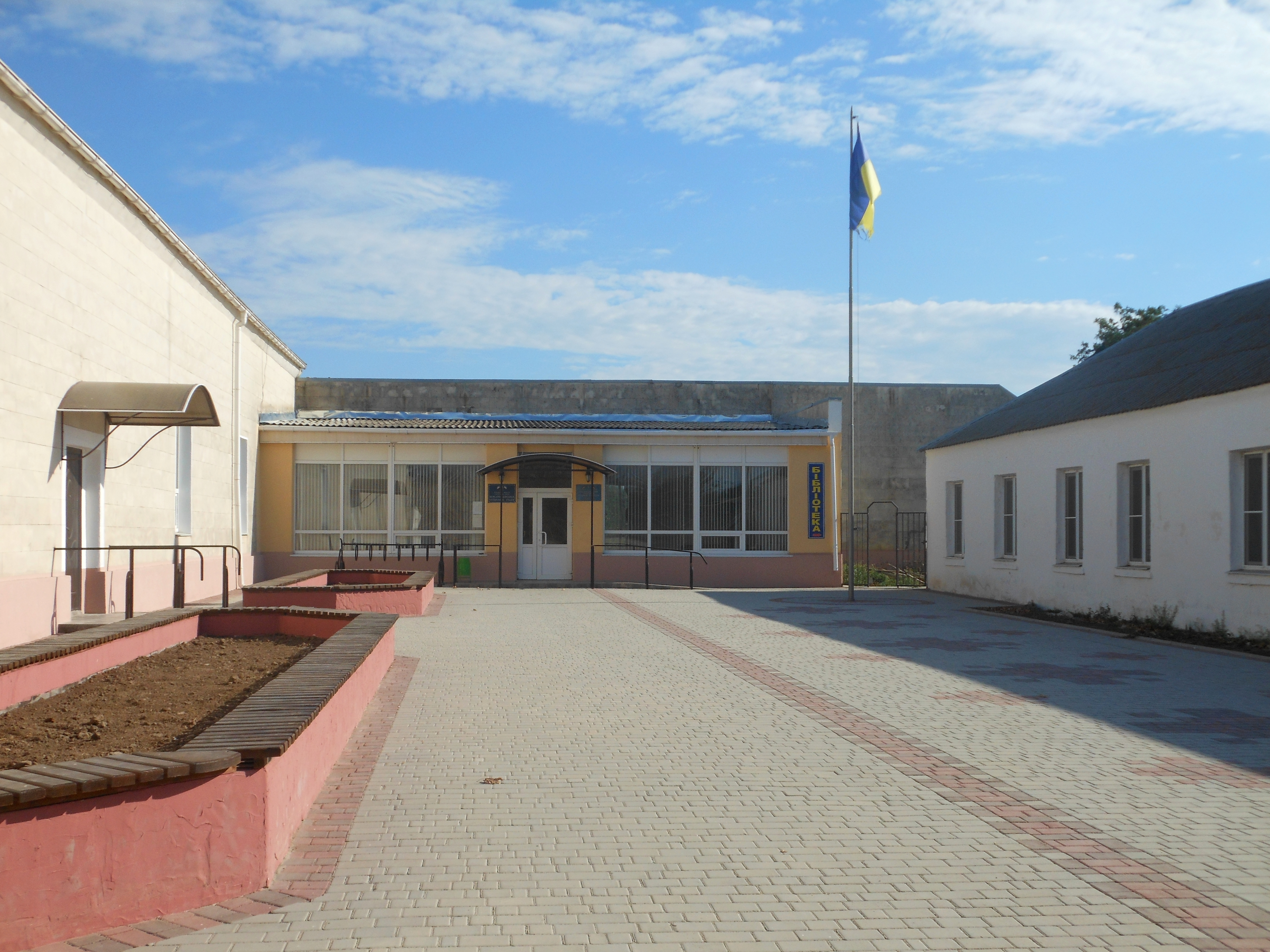

夏斯利夫采韋（烏克蘭語：Щасливцеве）是位於烏克蘭南部的村莊，由赫爾松州海尼切斯克區的海尼切斯克市镇負責管轄。該村面積138.2平方公里，海拔高度4米，2001年人口1,461，人口密度每平方公里138.2人。